# Omikron Geminorum
Omikron Geminorum (ο Gem) är en ensam stjärna i stjärnbilden Tvillingarna. Det är svagt synlig för blotta ögat med en skenbar magnitud på 4,90. Baserat på en årlig parallaxförskjutning av 19,61 mas, befinner den sig på ett avstånd av 166 ljusår från solen.

## Egenskaper
Omikron Geminorum är en jättestjärna av F-typ med spektraltyp F3 III. Den uppmätta vinkeldiameter är 0,68 ± 0,03 mas, som vid dess beräknade avstånd ger en fysisk storlek av cirka 3,7 gånger solens radie. Dess utstrålning från den yttre atmosfären är cirka 24 gånger större än solens vid en effektiv temperatur av 6 309 K.